# Kampung Rawa
Kampung Rawa  is een plaats (wijk) - (kelurahan) in het bestuurlijke gebied Johar Baru, Jakarta Pusat (Centraal-Jakarta) in de provincie Jakarta, Indonesië.  De plaats telt 21.203 inwoners (volkstelling 2010).